# 大平有沙
大平 有沙（おおひら ありさ、1995年7月14日 - ）は、日本のモデル・女優。富山県朝日町出身。イデア所属。
趣味はショッピング、読書。特技はクラシックバレエ、そろばん、バドミントン。

## 経歴・人物
- ミスセブンティーン2009の最終選考に選出[2]。

## 出演作品

### 映画
- 海月姫（2014年12月27日公開）

### テレビドラマ
- 今日から俺は!!（2018年） - 三橋のクラスメイト 役
- ごほうびごはん 第4話（2021年） - 女客人 役

### テレビ出演
- うみたび　富山湾ライフにちょっとおじゃまします！ (2021年5月29日) 北日本放送